# Hirka Polonka
Hirka Polonka (ukrainisch Гірка Полонка; russisch Горка Полонка Gorka Polonka, polnisch Górka-Połonka, Górka Połonna) ist ein Dorf im Süden der ukrainischen Oblast Wolyn mit etwa  Einwohnern (2024).
Am 1. August 2018 wurde das Dorf zum Zentrum der neugegründeten Landgemeinde Hirka Polonka (Гіркополонківська сільська громада/Hirkopolonkiwska silska hromada). Zu dieser zählen auch noch die 5 Dörfer Lawriw (Лаврів), Osdiw (Оздів), Polonka (Полонка), Ratniw (Ратнів) und Wiktorjany (Вікторяни), bis dahin bildete das Dorf im Zentrum des Rajon Luzk zusammen mit den Dörfern Osdiw (Оздів, ⊙) mit etwa 490 Einwohnern und Polonka (Полонка, ⊙) mit etwa 1100 Einwohnern die gleichnamige Landratsgemeinde.
Am 12. Juni 2020 wurde die Landgemeinde wieder aufgelöst und das Dorf der Landgemeinde Boratyn angeschlossen.
Die Ortschaft liegt am Ufer der Tschornohuska (Чорногузка), einem 54 km langen, linken Nebenfluss des Styr, 10 km südwestlich vom Rajon- und Oblastzentrum Luzk. Durch das Dorf verläuft die Fernstraße N 17.
Bei Hirka Polonka wurden während des Zweiten Weltkrieges Massenexekutionen von Juden aus Luzk und benachbarten Ortschaften nach der Auflösung des Luzker Ghettos im August 1942 durchgeführt, bei denen schätzungsweise über 25.000 Juden umgebracht wurden. Durchgeführt wurde das Massaker von Angehörigen der SS sowie ukrainischen Schutzmännern auf Befehl vom Höheren SS- und Polizeiführer Russland-Süd Hans-Adolf Prützmann. 1990 wurde am Ort des Massengrabes ein Denkmal enthüllt.